# Back to You (Bryan Adams)
Back to You è un brano musicale rock scritto da Bryan Adams ed Eliot Kennedy.
È stata interpretata originariamente nel 1997 in versione acustica, in occasione del concerto MTV Unplugged. In seguito il brano è stato inserito nei greatest hits di Adams The Best of Me ed Anthology. Il brano vede la partecipazione degli studenti della Juilliard School, diretti da Michael Kamen.
Back to You è stato successivamente registrato nuovamente in studio per Classic Pt II, ed è apparso anche sul disco bonus Classic dell'edizione Super Deluxe dell'album So Happy It Hurts. Entrambi i Classic Pt. II e il disco bonus sono stati pubblicati nel 2022.

## Tracce
CD-Single
1. Back To You (Unplugged) - 4:30
2. Hey Elvis (Live) - 3:41

CD-Maxi
1. Back To You (Unplugged) - 4:30
2. Hey Elvis (Live) - 3:41
3. Can't Stop This Thing We Started/It Ain't A Party..If You Can't Come 'round (Live) - 4:40

### Formazione
Musicisti
- Bryan Adams – chitarra ritmica, voce
- Keith Scott – chitarra ritmica, chitarra solista
- Tommy Mandel – tastiere, Organo Hammond
- Dave Taylor – basso
- Mickey Curry – batteria
- Danny Cummings – percussioni
- Michael Kamen – Direttore d'orchestra e Arrangiamento
- Julliard School String Ensemble – archi

Produzione
- Bob Rock – produzione
- Bryan Adams  – produzione
- Registrato da Bob Clearmountain e Dave Hewitt, il 26 settembre 1997, Hammersmith Ballroom, New York, su Remote Recording Services. Il missaggio  è stato effettuato da Bob Clearmountain al The Warehouse Studio, Vancouver.

## Classifiche

### Classifiche settimanali
| Classifica (1997-1998)           | Posizione massima |
| -------------------------------- | ----------------- |
| Australia                        | 38                |
| Belgio (Fiandre)                 | 3                 |
| Canada                           | 1                 |
| Canada (adult contemporary)      | 1                 |
| Canada (rock/Alternative)        | 4                 |
| Germania                         | 62                |
| Islanda                          | 29                |
| Paesi Bassi                      | 20                |
| Paesi Bassi (single top 100)     | 77                |
| Regno Unito                      | 18                |
| Regno Unito (physical)           | 18                |
| Scozia                           | 19                |
| Stati Uniti (airplay)            | 42                |
| Stati Uniti (adult contemporary) | 14                |
| Stati Uniti (adult pop)          | 27                |
| Stati Uniti (heritage)           | 22                |
| Stati Uniti (mainstream)         | 29                |
| Svezia                           | 9                 |
| Ungheria                         | 4                 |

### Classifica di fine anno
| Classifica fine anno (1998)      | Posizione più alta |
| -------------------------------- | ------------------ |
| Canada                           | 9                  |
| Canada (adult contemporary)      | 11                 |
| Stati Uniti (adult contemporary) | 44                 |
| Stati Uniti (adult pop)          | 78                 |
| Stati Uniti (mainstream)         | 92                 |